# Giro dei Paesi Baschi 1975
Il Giro dei Paesi Baschi 1975, quindicesima edizione della corsa, si svolse dal 14 aprile al 18 aprile 1975 su un percorso di 830 km ripartiti in cinque tappe (la seconda e l'ultima suddivise in 2 semitappe). Fu vinto da José Antonio González Linares, davanti a Jesús Manzaneque e Agustín Tamames. Dei 50 partecipanti, 48 hanno completato la corsa.

## Tappe
| Tappa  | Data      | Percorso                                     | km  | Vincitore di tappa            | Leader cl. generale           |
| ------ | --------- | -------------------------------------------- | --- | ----------------------------- | ----------------------------- |
| 1ª     | 14 aprile | Irun > Iratxe                                | 148 | Agustín Tamames               | Agustín Tamames               |
| 2ª-1   | 15 aprile | Iratxe > Iratxe (Cron. individuale)          | 35  | José Antonio González Linares | José Antonio González Linares |
| 2ª-2   | 15 aprile | Iratxe > Logroño                             | 135 | Andrés Gandarias              | José Antonio González Linares |
| 3ª     | 16 aprile | Logroño > Llodio                             | 151 | Fernando Ferreira             | José Antonio González Linares |
| 4ª     | 17 aprile | Llodio > Donostia                            | 188 | Agustín Tamames               | José Antonio González Linares |
| 5ª-1   | 18 aprile | Donostia > Hondarribia                       | 163 | Ventura Díaz                  | José Antonio González Linares |
| 5ª-2   | 18 aprile | Hondarribia > Hondarribia (Cron.individuale) | 8   | Jesús Manzaneque              | José Antonio González Linares |
| Totale | Totale    | Totale                                       | 830 |                               |                               |

## Classifiche finali

### Classifica generale
| Pos. | Corridore                     | Squadra    | Tempo    |
| ---- | ----------------------------- | ---------- | -------- |
| 1    | José Antonio González Linares | KAS        | 24h30'30 |
| 2    | Jesús Manzaneque              | Monteverde | a 20"    |
| 3    | Agustín Tamames               | Super Ser  | a 38"    |
| 4    | José Luis Viejo               | Super Ser  | a 1'21"  |
| 5    | José Martins                  | Coelima    | a 1'28"  |